# Горшково (Нижегородская область)
Горшково — деревня в Княгининском районе Нижегородской области России. Входит в состав городского поселения город Княгинино.

## География
Деревня находится на юго-востоке центральной части Нижегородской области, в зоне хвойно-широколиственных лесов, при автодороге 22Н-2230, на расстоянии менее одного километра к востоку от Княгинина, административного центра района.
Климат
Климат характеризуется как умеренно континентальный, с коротким тёплым летом и холодной снежной зимой. Среднегодовая температура — 3,6 °C. Средняя температура воздуха самого тёплого месяца (июля) — 18,7 °C (абсолютный максимум — 37 °C); самого холодного (января) — −12 °C (абсолютный минимум — −45 °C). Среднегодовое количество атмосферных осадков составляет около 582 мм, из которых 65 % выпадает в тёплый период.
Часовой пояс
Деревня Горшково, как и вся Нижегородская область, находится в часовой зоне МСК (московское время). Смещение применяемого времени относительно UTC составляет +3:00.

## Население
| 2002 | 2010 | 2011 | 2012 | 2013 | 2014 | 2016 |
| ---- | ---- | ---- | ---- | ---- | ---- | ---- |
| 253  | ↗256 | ↘255 | ↗269 | ↘266 | ↘262 | ↗274 |
| 2017 | 2018 | 2019 | 2020 | 2021 |      |      |
| ↘273 | ↘264 | ↗267 | ↘260 | ↗262 |      |      |

Национальный состав
Согласно результатам переписи 2002 года, в национальной структуре населения русские составляли 77 %.